# 4045 Lowengrub
Lowengrub (asteroide 4045) é um asteroide da cintura principal, a 2,876534 UA. Possui uma excentricidade de 0,108319 e um período orbital de 2 116,33 dias (5,8 anos).
Lowengrub tem uma velocidade orbital média de 16,58298619 km/s e uma inclinação de 21,32816º.
Este asteroide foi descoberto em 9 de Setembro de 1953 por Goethe Link Obs..